# Jest tylko teraz
Jest tylko teraz – singel polskiej supergrupy Męskie Granie Orkiestra 2022, w skład której weszli Bedoes, Krzysztof Zalewski i Kwiat Jabłoni. Singel został wydany 31 maja 2022 jako hymn festiwalu Męskie Granie 2022.
Kompozycja znalazła się na 10. miejscu listy AirPlay – Top, najczęściej odtwarzanych utworów w polskich rozgłośniach radiowych.

## Geneza utworu i historia wydania
Utwór napisali i skomponowali Borys Przybylski, Krzysztof Zalewski, Katarzyna Sienkiewicz i Jacek Sienkiewicz, natomiast za produkcję utworu odpowiada Andrzej Smolik.
Singel ukazał się w formacie digital download 31 maja 2022 w Polsce za pośrednictwem wytwórni płytowej Kayax w dystrybucji SBM Label. Piosenka została umieszczona na albumie studyjnym Męskiego Grania Orkiestry – Męskie Granie 2022.

## „Jest tylko teraz” w stacjach radiowych
Nagranie było notowane na 10. miejscu w zestawieniu AirPlay – Top, najczęściej odtwarzanych utworów w polskich rozgłośniach radiowych.

## Teledysk
Do utworu powstał teledysk w reżyserii Daniela Jaroszka, który udostępniono w dniu premiery singla za pośrednictwem serwisu YouTube.

## Lista utworów
- Digital download[2]

1. „Jest tylko teraz” – 3:37
2. „Jest tylko teraz” (Radio Edit) – 3:33

## Notowania
| Kraj   | Lista (2022)      | Najwyższa pozycja |
| ------ | ----------------- | ----------------- |
| Polska | AirPlay – Top     | 10                |
| Polska | AirPlay – Nowości | 1                 |

| Kraj   | Lista (2022)  | Pozycja |
| ------ | ------------- | ------- |
| Polska | AirPlay – Top | 99      |

## Wyróżnienia
| Rok  | Konkurs                  | Kategoria    | Rezultat    |
| ---- | ------------------------ | ------------ | ----------- |
| 2022 | Przebój roku RMF FM 2022 | Przebój roku | 25. miejsce |